# Universitätssängerschaft Skalden zu Innsbruck
Die Universitätssängerschaft Skalden ist eine fakultativ schlagende, farbentragende Studentenverbindung im Vertretertag akademischer Korporationen (VtaK) in Innsbruck. Die Mitglieder der Sängerschaft sind Studenten und Alumni der Leopold-Franzens-Universität und der Medizinischen Universität Innsbruck. Die Mitglieder bilden den Skaldenchor.

## Couleur und Wahlspruch
Die Farben der Universitätssängerschaft Skalden sind weiß-grün-weiß mit goldener Perkussion. Es wird eine lindgrüne Mütze getragen. Die Füchse tragen ein weiß-grünes Fuchsenband. Der Wahlspruch der Sängerschaft lautet: Deutscher Lieder Klang und Kraft, stähl’ dich deutsche Jungmannschaft.

## Geschichte

### Von der Gründung bis zum Ende des Ersten Weltkrieges
Der Jurist Theodor Wranitzky aus Wien wurde 1862 in Innsbruck Mitglied einer akademischen Tischgemeinschaft der Adamiten, die ihren Namen von ihrem Stammtisch im Adambräu in der Adamgasse ableiteten. Wranitzky war in Wien Mitglied des Akademischen Gesangsvereins gewesen und hatte schon vor seinem Beitritt zu den Adamiten den Entschluss gefasst, auch in Innsbruck einen akademischen Gesangsverein zu gründen. Im Frühjahr 1863 kam es zur konstituierenden Versammlung des Akademischen Gesangsvereines Innsbruck (AGV).
Aufgrund der Erinnerung an den Deutschen Krieg von 1866 wurde ein weiß-grünes Band mit goldenem Vorstoß gewählt, ein Zeichen der Zugehörigkeit zu den Tiroler Schützen. 1878 schrieb der Dichter Hans von Vintler den Wahlspruch des Vereines, der heute noch Gültigkeit hat. Am 15. Mai 1881 wurden dem Verein schließlich neue Statuten genehmigt und das weiß-grüne Band durch das weiß-grün-weiße ersetzt. Seit 1906 tragen die Skalden Vollcouleur (Band und Mütze).
Auf Grund der musikalischen Leistungen waren die Konzerte sowie alle übrigen gesellschaftlichen Veranstaltungen sehr gut besucht. Bei den Unruhen anlässlich der Eröffnung der italienischen Rechtsfakultät im Jahre 1904 wurde ein Mitglied der Verbindung verletzt, ein Verkehrsgast, der Maler August Pezzey, durch einen Bajonettstich ins Herz getötet. 1911 kam es zur Namensänderung in Akademischer Gesangsverein Innsbruck, Sängerschaft Skalden. In den Tagen vom 20. bis 23. Juni 1913 wurde das 50. Stiftungsfest gefeiert. Ein Jahr später war ein Großteil der Aktiven und jüngeren Alten Herren nach Ausbruch des Ersten Weltkriegs an den Fronten in ganz Europa verteilt. Während des Krieges führte ein Kriegsausschuss die Agenden der Korporation, auch ein eingeschränkter Aktivenbetrieb wurde aufrechterhalten. 19 Mitglieder verloren im Krieg ihr Leben, viele kehrten erst spät aus der Kriegsgefangenschaft zurück.

### Zwischenkriegszeit
Nach Kriegsende wurde bereits am 16. November 1918 der Aktivenbetrieb wieder aufgenommen, auch wenn der Verlust von Südtirol und der damit verbundene Verlust als Rekrutierungsgebiet den Betrieb erschwerten. 1920 wurde der Name Akademische Sängerschaft Skalden mit dem Beitritt zur Deutschen Sängerschaft (DS) angenommen. Ab 1921 gehörten Mitglieder der Skalden auch der paramilitärischen Heimatwehr an und bildeten dort den sogenannten S-Zug.
Für die kriegsgefallenen Mitglieder errichtete die Sängerschaft 1924 eine Gedenkstätte auf dem Innsbrucker Westfriedhof.
Die Universität Innsbruck verlieh ihr 1927 den Titel Universitätssängerschaft.
1930 wurden Politik am Couleurstammtisch und das Tragen von Farben verboten. 1931 kam es zur Vereinigung mit dem Innsbrucker Männergesangsverein, um die künstlerische Verpflichtung zu wahren. Die antisemitische Stimmung in der Verbindung führte dazu, dass es laut einem damaligen Mitglied zwischen 1932 und 1936 Mitgliedern streng verboten war, in jüdischen Lokalen und „nicht-arischen“ Geschäften zu verkehren, ähnlich dem Judenboykott in Deutschland. 1933 wurden die Skalden aus der Deutschen Sängerschaft entlassen, da die diktatorisch regierende Bundesregierung jegliche Verbindungen zum nationalsozialistisch regierten Deutschland zu unterbinden versuchte.

### Nationalsozialismus
Im März 1938 erfolgte der „Anschluss Österreichs“ an das Deutsche Reich und damit auch das Ende für die Verbindung. Der letzte Nachweis der Universitätssängerschaft Skalden sind drei Fotografien vom Couleurbummel auf der Maria-Theresien-Straße anlässlich des 75. Stiftungsfestes im Mai 1938, das mit der behördlich angeordneten Auflösung der Skalden endete. Vierundzwanzig Bundesbrüder ließen im Zweiten Weltkrieg ihr Leben.

### Nachkriegszeit
Im Frühjahr 1946 wurden die Altherren-Abende wieder aufgenommen, 1949 gab es wieder die erste Julfeier, wodurch der Akademische Gesangsverein inoffiziell wiedererstanden war. Am 26. Mai 1950 rekonstituierte sich der AGV im Gasthaus Leitner in Wilten und nahm zwei Jahre später wieder den Namen Akademische Sängerschaft Skalden an. 1951 genehmigte die Sicherheitsdirektion und der Akademische Senat das Tragen der Farben und als Heimstätte wurde der Gasthof „Burgriese“ in der Innsbrucker Altstadt gewählt. Die Noten und die Fahne hatte man während des Zweiten Weltkriegs in der Neuen Universität aufbewahrt und im selben Jahr zurückerstattet.

### Seit 1980
1983 wurde der Korporation nach einer Unterbrechung von 57 Jahren von der Universität Innsbruck erneut der Titel Universitätssängerschaft verliehen. Am 12. Dezember 1992 erfolgte der Beschluss, aus der Deutschen Sängerschaft auszutreten. Die Universitätssängerschaft Skalden beteiligte sich maßgeblich an der Gründung der Weimarer Interessengemeinschaft (WIG). 1993 wurde zum 130. Stiftungsfest erstmals in der Skaldengeschichte der Öffentlichkeit ein kommerzieller Tonträger präsentiert. 2001 erfolgte die Gründung des Vertretertages akademischer Korporationen. Bei einem Brand im Skaldener Studentenwohnheim Josef Pembaur, welches von der Sängerschaft betrieben wird, kam 2017 eine Frau ums Leben.

## Kartelle und Freundschaftsverhältnisse

### Kartelle
- Ghibellinen Wien (ab 1872)
- Gothia Graz (von 1872 bis 1922)
- St. Pauli zu Leipzig / Mainz (ab 1875)
- Universitätssängerschaft Barden Prag / München (ab 1883)
- Markomannen Brünn / Karlsruhe (ab 1922)
- St. Pauli – Jena / Münster (ab 1924)
- Ak. Liederkranz Schwaben Stuttgart (ab 1924)
- Technisch-Akademische S! Nibelungen Wien (ab 1927)
- Fridericiana Halle (ab 1929)
- Guilelmia Greifswald / Freiburg (ab 1932)
- Borussia Berlin (ab 1975)

### Freundschaftsverhältnisse
- Altwittelsbach München (ab 1914)
- Gothia Graz (ab 1922)
- Germania Berlin (ab 1922)
- Leopoldina Breslau / Köln (ab 1924)
- Arion Leipzig / Göttingen (ab 1927)
- Zollern Tübingen (ab 1932)

## Skaldenchor
Der Skaldenchor ist ein Männerchor. Er tritt bei öffentlichen Veranstaltungen auf und veröffentlichte zahlreiche Musikalben, vor allem mit Volks- und Studentenliedern.

## Diskografie
- 1993: 130 Jahre Universitätssängerschaft Skalden
- 1998: Jetzt schwingen wir den Hut! (Doppel-CD)
- 2003: Im tiefen Keller
- 2008: Hier sind wir versammelt …
- 2009: Tirol 1809–2009

## Bekannte Mitglieder
- Markus Abwerzger (* 1975), Politiker (FPÖ)
- Gabriel Anton (1858–1933), Neurologe und Psychiater
- Gustav Benischke (1867–1947), böhmischer Physiker
- Hermann Ignaz Biedermann (1831–1892), Staatsrechtslehrer
- Josef Daimer (1845–1909), Alpin-Pionier
- Albert Defant (1884–1974), Meteorologe und Ozeanograph
- Arnold Durig (1872–1961), Physiologe
- Josef Egger (1839–1903), Historiker
- Franz Feierle (1861–1926), Politiker
- Hans von Friebeis (1855–1923), Bürgermeister der Bundeshauptstadt Wien
- Ludwig Haberlandt (1885–1932), österreichischer Physiologe
- Franz Hillebrand (1863–1926), österreichischer Philosoph und Psychologe
- Ludwig Hörmann von Hörbach (1837–1924), österreichischer Schriftsteller und Bibliothekar
- Günther von Lojewski (1935–2023), deutscher Journalist und SFB-Intendant
- Josef Pöll (1874–1940), Musiker und Botaniker
- Sigbert Ramsauer (1909–1991), SS-Hauptsturmführer und Lagerarzt in den Konzentrationslagern Dachau, Mauthausen und Loibl, 1931 ausgeschlossen
- Otto Rudl (1870–1951), Mundartdichter und Mediziner
- Ferdinand von Sammern-Frankenegg (1897–1944), Jurist, Generalmajor der Polizei sowie SS-Brigadeführer
- Egon Schönpflug (1913–2002), österreichischer SS-Offizier im Einsatzkommando 8, 1961 als Kriegsverbrecher verurteilt
- Franz Slama (1885–1938), Politiker (GDVP)
- Ewald Stadler (* 1961), Politiker (ehemals FPÖ)[9]
- Rüdiger Stix, Politiker (FPÖ), Wiener Gemeinderat[10]

Die Mitgliedschaft von Hermann Richter (1915–1945), KZ-Lagerarzt und SS-Obersturmführer, ist umstritten und wird von der Sängerschaft nicht bestätigt.